# Witalij Wiceneć
Witalij Wołodymyrowycz Wiceneć, ukr. Віталій Володимирович Віценець (ur. 3 sierpnia 1990 roku w Perszotraweńsku) – ukraiński piłkarz występujący na pozycji pomocnika.

## Kariera piłkarska

### Kariera klubowa
Wychowanek Akademii Piłkarskiej Szachtara Donieck. W 2007 debiutował w trzeciej drużynie Szachtara. Występował najpierw w rezerwowej drużynie Szachtara, a 27 września 2009 debiutował w podstawowej jedenastce w meczu Mistrzostw Ukrainy przeciwko Obołoni Kijów. Na początku 2010 podpisał 4 letni kontrakt z Zorią Ługańsk. 31 sierpnia 2010 powrócił do Szachtara Donieck. 23 sierpnia 2011 został wypożyczony do Illicziwca Mariupol. 20 czerwca 2013 został wypożyczony do FK Sewastopol. Podczas przerwy zimowej sezonu 2013/14 ponownie został wypożyczony do Illicziwca Mariupol. Latem 2016 przez częste kontuzje postanowił zakończyć karierę piłkarza.
14 lipca 2017 po roku przerwy wrócił do gry, podpisując nowy kontrakt z FK Mariupol. 30 grudnia 2017 jednak opuścił mariupolski klub.

### Kariera reprezentacyjna
Od 2006 występował w reprezentacji Ukrainy U-17, reprezentacji Ukrainy U-18 oraz reprezentacji Ukrainy U-19. Od 2009 bronił barw młodzieżowej reprezentacji Ukrainy.

## Sukcesy i odznaczenia
- mistrz Europy U-19: 2009